# Ayman Abu Elata
Ayman Abu Elata es un deportista egipcio que compitió en atletismo adaptado. Ganó una medalla de bronce en los Juegos Paralímpicos de Atlanta 1996, en la prueba de lanzamiento de disco (clase F46).

## Palmarés internacional
| Juegos Paralímpicos | Juegos Paralímpicos      | Juegos Paralímpicos | Juegos Paralímpicos |
| Año                 | Lugar                    | Medalla             | Prueba              |
| ------------------- | ------------------------ | ------------------- | ------------------- |
| 1996                | Atlanta (Estados Unidos) | Medalla de bronce   | Disco F46           |